# محمد عباس النومس
محمد عباس النومس الرشيدي  (1952-) سياسي ووزير كويتي سابق، عُين وزيراً للأوقاف والشؤون الإسلامية ووزير الدولة لشؤون الإسكان في الحكومة السابعة للشيخ ناصر المحمد الأحمد الجابر الصباح، وعُين وزيراً للشؤون الاجتماعية والعمل ووزيراً للأوقاف والشؤون الإسلامية ووزير الدولة لشؤون الإسكان في الحكومة الأولى للشيخ جابر المبارك الحمد الصباح. في عام 2013 صدر مرسوم أميري يقضي بتعيينه عضواً في المجلس الأعلى للتخطيط والتنمية برئاسة رئيس مجلس الوزراء لمدة 4 سنوات .

## حياته
والده هو عباس الربيّع النومس مختار منطقة الرابية سابقا ويعد من أبناء الرعيل الأول والشاهدين على نهضة الكويت الحديثة. حصل على شهادة البكالوريوس في التجارة الخارجية من جامعة حلوان في مصر عام 1978، عمل بعد تخرجه من القاهرة عام 1978 في بنك برقان حتى عام 1981، وفي عام 1981 انتقل للعمل في بنك التسليف والإدخار (بنك الائتمان الكويتي حالياً) وتدرج في الوظائف الاشرافية حتى وصل لمنصب مدير فرع. وفي عام 1996 صدر مرسوم أميري يقضي بترقيته وتعيينه نائباً لمديرعام بنك التسليف والادخار بدرجة وكيل وزارة مساعد لمدة 4 سنوات، في عام 2000 جدد تعينة مرة أخرى نفس المنصب لمدة 4 سنوات. في عام 2001 صدر مرسوم أميري يقضي بترقيته وتعيينه مديراً عاماً لبنك التسليف والإدخار بدرجة وكيل وزارة لمدة 4 سنوات، وتجدد تعيينه في نفس المنصب في عامي 2005 و2009. شغل منصب عضوية مجالس إدارات بنك التسليف والإدخار والمؤسسة العامة للرعاية السكنية بحكم منصبه عدة مرات.